# Juan Croucier
Juan Carlos Croucier (Santiago di Cuba, 22 agosto 1959) è un bassista cubano naturalizzato statunitense.

## Biografia
Croucier esordì come bassista nei Dokken, prendendo parte al primo album del gruppo, Breaking the Chains, anche se nei video apparve il sostituto Jeff Pilson. Per circa un anno e mezzo suonò contemporaneamente nei Dokken e nei Ratt, prima di stabilizzarsi con quest'ultimi nel 1982. Per un breve periodo suonò anche nei Quiet Riot.
Dopo lo scioglimento dei Ratt nel 1992, e la conseguente reunion del 1996, Croucier decise di non tornare a suonare col gruppo, venendo sostituito da Robbie Crane. Si riunì alla band soltanto nel 2012, dopo oltre vent'anni.

## Discografia

### Con i Dokken
- Back in the Streets (1979)
- Breaking the Chains (1983)

### Con i Ratt
- Ratt EP (1983)
- Out of the Cellar (1984)
- Invasion of Your Privacy (1985)
- Dancing Undercover (1986)
- Reach for the Sky (1988)
- Detonator (1990)

### Altri album
- Vic Vergeat - Down to the Bone (1981)
- Herman Rarebell - Herman Ze German (1981)
- Stephen Pearcy - Before and Laughter (2000)